# Стаут, Рекс
Рекс Тодхантер Стаут (англ. Rex Todhunter Stout; 1 декабря 1886 — 27 октября 1975) — американский писатель, автор детективных романов, создатель цикла детективных произведений о Ниро Вульфе.

## Биография
Рекс Стаут родился в городе Ноблсвилл, штат Индиана, в семье квакеров 1 декабря 1886 года. Он был шестым из девяти детей в семье. Вскоре его родители, Джон Уоллес Стаут и Люсетта Элизабет Тодхантер Стаут, переехали в Канзас. Там маленький Рекс пошёл в школу. Он рос вундеркиндом, в четыре года Стаут дважды полностью прочитал Библию, в тринадцать лет стал чемпионом штата по правописанию и арифметике, а позднее разработал уникальную программу накопления банковских сбережений для школьников, которая была внедрена в 400 американских городах. В результате эта идея принесла Стауту 400 000 долларов.
По окончании школы Стаут поступил в университет Канзаса, но вскоре его бросил и завербовался в военный флот. Он служил юнгой на яхте «Майфлауэр», принадлежавшей президенту США Теодору Рузвельту.
В 1913 году Стаут выпускает свой первый роман — «Её запретный рыцарь», написанный в жанре детектива. В 1914 году Рекс Стаут выпускает роман «Под Андами», написанный в стиле приключенческой литературы. В 1915 году он выпускает третий роман — «Награда для князей», который в какой-то степени стал продолжением предыдущего. После этого Стаут ничего не писал более десяти лет.
В 1916 году Стаут женился на Фей Кеннеди, с которой разошёлся в 1933 году. В том же году он женился на Поле Хоффман. В этом браке у него родятся две дочери. За это время Стаут успел поработать конюхом, гидом по индейцам пуэбло в Санта-Фе, продавцом в книжном магазине, менеджером в отеле и торговцем сигарами в Кливленде.
В 1927 году Стаут переехал в Париж, где вновь обратился к литературе.
В 1929 году он написал психологический роман «Подобно божеству». Затем он написал ещё три психологических романа. Литературные критики отзывались о его творчестве хорошо, но у читателей романы успеха не имели. В начале 1930-х годов Стаут вернулся в США. О своей литературной работе он сказал:
«Романы приняли хорошо, но я сразу понял две вещи: я хороший выдумщик, но великим писателем никогда не стану».
Тем не менее, в 1934 году он выпускает роман «Фер-Де-Ланс», в котором впервые появились частный детектив Ниро Вульф и его помощник Арчи Гудвин (от чьего имени и ведётся повествование). Роман принёс Стауту огромную популярность. В дальнейшем он напишет о Ниро Вульфе и Арчи Гудвине 32 романа и 40 повестей.
В 1935 году Стаут пишет второй роман о Вулфе и Гудвине — «Лига перепуганных мужчин».

### Общественная деятельность
В 1925 году вошёл в Национальный совет по делам цензуры Американского союза защиты гражданских свобод. Участвовал в запуске в 1926 году марксистского литературного журнала "The New Masses", однако дистанцировался от него, когда стала очевидна его коммунистическая направленность. В 1926—1928 годах был первым президентом издательского дома «Vanguard Press», публиковавшего художественную, политическую и научную литературу авторов преимущественно левого толка.
В 1942 году описывал свою политическую позицию как «левого либерала, поддерживающего рабочее движение, „Новый курс“ и Рузвельта». Участвовал в кампании за четвёртый президентский курс Франклина Рузвельта. В 1943 году избирается президентом Авторской гильдии. Во время Второй мировой войны он вёл активную антинацистскую пропаганду на радио в своей программе «Говоря о свободе», подготовив 62 выпуска из цикла «Наше тайное оружие» ("Our Secret Weapon") на "CBS Radio". Его выбрали председателем "Детективной ассоциации", а затем ряда общественных организаций — «Друзья демократии» и «Союз за предотвращение третьей мировой войны» (последняя выступала за войну до безоговорочной капитуляции нацистской Германии).
В то же время он не переставал писать. Кроме книг о Вульфе и Гудвине Стаут написал несколько романов и повестей о второстепенных персонажах этой серии — инспекторе Кремере, Текумсе Фоксе и других.
В 1958 году Стаут сменил Маргарет Миллар на посту председателя Ассоциации детективных писателей США и уступил свой пост в следующем году Рэймонду Чандлеру.
После войны выступал за усиление ООН и против использования ядерного оружия. ФБР под руководством Эдгара Гувера активно следило за ним, особенно в период маккартизма, которому Стаут противостоял во главе «Лиги авторов Америки», но также и впоследствии — треть дела, заведённого ФБР на писателя, составляли материалы по антимаккартистской книге Стаута 1965 года «Звонок в дверь». Председатель «Комиссии по расследованию антиамериканской деятельности» Мартин Дайес называл его коммунистом, на что Стаут отвечал: «Я ненавижу коммунистов не меньше вас; но между нами есть одно отличие — я знаю, что такое коммунист, а вы — нет». Презрение к коммунизму привело Стаута к написанию ряда антикоммунистических произведений и даже к поддержке войны во Вьетнаме.
В 1975 году Стаут выпустил свой последний роман — «Семейное дело», главными героями которого были Ниро Вульф и Арчи Гудвин. Стаут умер 27 октября 1975 года.

## Вклад в мировую литературу
Книги Рекса Стаута переведены на 35 языков и выпущены общим тиражом 70 000 000 экземпляров по всему миру.[когда?]

 В детективных романах Стаута ярко запечатлены нравы американского общества с 30-х по 70-е годы XX века, и затронуты общественные проблемы, такие как расовая дискриминация («Право умереть», 1964) и тотальное вмешательство ФБР в жизнь простых людей («Звонок в дверь», 1965), от которого он сам долгие годы страдал. Цикл романов о Ниро Вульфе является одной из вершин мировой детективной литературы. В них автор отразил своё мировоззрение, видение мира, основанное на гуманистических началах. Роман «Где Цезарь кровью истекал» (1938) вошёл в список «100 лучших детективных романов XX века по версии Независимой ассоциации торговцев детективной литературы». Тонкое чувство юмора, присущее его диалогам, обрело миллионы поклонников по всему миру. Романы Рекса Стаута прививают его читателям стремление к хорошему вкусу в еде и одежде.

## Сходство Стаута и Вульфа
Фамилия «Stout» переводится с английского как «полный», «тучный». Персонаж Ниро Вульф очень толстый. Рекс Стаут увлекался выращиванием клубники, неоднократно побеждал на различных конкурсах — Ниро Вульф страстный коллекционер орхидей.

### Цикл произведений о Ниро Вульфе
- Смотрите в статье Библиография Ниро Вульфа.

### Инспектор Кремер
- «Красные нити» («Red Threads», 1939).

### Теодолинда Боннер
- «Рука в перчатке» («The Hand in the Glove», 1937).

### Текумсе Фокс
- «Смертельный дубль» («Double for Death», 1939).
- «Плохо для бизнеса» («Угроза для бизнеса») («Bad for Business», 1940).
- «Разбитая ваза» («The Broken Vase», 1941).

### Алфабет Хикс
- «Отзвуки убийства» («The Sound of Murder», 1941).

### Другие произведения
- «Её запретный рыцарь» («Her Forbidden Knight», 1913).
- «Авантюристка» («Under the Andes», 1914).
- «Приз для принцев» («A Prize for Princes», 1914).
- «Великая легенда» («The Great Legend», 1916, исторический роман о Троянской войне).
- «Убить зло» («How Like a God», 1929).
- «Семя на ветру» («Seed on the Wind», 1930).
- «Золотое средство» («Golden Remedy», 1931).
- «Лесной пожар» («Forest Fire», 1933).
- «Президент исчез» («The President Vanishes», 1934).
- «О, неосторожная любовь» («O Careless Love!», 1935).
- «Господин Золушка» («Mr. Cinderella», 1938).
- «Горная кошка» («Mountain Cat», 1939).
- «Знаменитый руководитель» («The Illustrious Dunderheads», 1942).
- «Улица Морг № 1» («Rue Morgue No. 1», 1946).
- «Поесть, попить и умереть» («Eat Drink and Be Buried», 1956).
- «И завтра мы умрём» («For Tomorrow We Die», 1958).
- «Правосудие кончается дома» («Justice Ends at Home», 1977).